# Tragocephala freyi
Tragocephala freyi là một loài bọ cánh cứng trong họ Cerambycidae.